# Tina Fischer (Golfspielerin)
Martina „Tina“ Fischer (* 29. September 1970 in Bad Nauheim) ist eine deutsche Golfspielerin.

## Werdegang
Die aus einer golfbegeisterten Familie stammende Fischer erlernte die Sportart in ihrer Heimatstadt Bad Nauheim. Später schloss sie sich dem Frankfurter GC an.
1987, 1988, 1990, 1996 und 1998 gewann sie jeweils das Turnier um die Offene Deutsche Meisterschaft. Internationale Deutsche Meisterin wurde Fischer 1989 sowie Deutsche Amateurmeisterin in den Jahren 1989 und 1992. Gemeinsam mit Ralf Thielemann errang Fischer des Weiteren 1991 und 1991 die Deutsche Meisterschaft in der Wettkampfklasse gemischter Vierer. Europameisterin der Amateure wurde sie 1994. Im selben Jahr gewann Fischer die Internationale Österreichische Amateurmeisterschaft sowie die British Open.
Ab dem Beginn des Jahres 1995 betrieb sie den Golfsport als Beruf. Gleichzeitig studierte sie Garten- und Landschaftsarchitektur. 1996 gewann die damals in Hamburg ansässige Fischer die WPGA Championship im schottischen Gleneagles, 1998 die Indonesian Open und die Dutch Ladies Open. Im September 2001 gelang ihr mit dem Sieg beim Turnier Asahi Ryokenuken International im US-Bundesstaat South Carolina ihr bis dahin größter Erfolg als Berufssportlerin. Sie wurde damit die erste Deutsche, die ein Turnier der LPGA gewann. Fischer erhielt bei der Veranstaltung eine Siegprämie in Höhe von 385 000 D-Mark.